# Epidendrum sobralioides
Epidendrum sobralioides är en orkidéart som beskrevs av Oakes Ames och Donovan Stewart Correll. Epidendrum sobralioides ingår i släktet Epidendrum och familjen orkidéer. Inga underarter finns listade i Catalogue of Life.